# Espinas
Espinas är en kommun i departementet Tarn-et-Garonne i regionen Occitanien i södra Frankrike. Kommunen ligger i kantonen Caylus som tillhör arrondissementet Montauban. År 2022 hade Espinas 210 invånare.

## Befolkningsutveckling
Antalet invånare i kommunen Espinas
| Referens: INSEE |